# Cuturú
Cuturú es un centro poblado del departamento de Antioquia (Colombia), bajo jurisdicción del municipio de Caucasia. Ubicado en la orilla izquierda del rio Nechí, cerca al centro poblado Puerto Claver. Dista de la cabecera municipal de 3 a 4 horas aprox. 

## División Territorial
Además, del centro poblado Cuturú. Tiene bajo su área de influencia las veredas: La Arenosa y La Escuela.

## Economía
Este centro poblado se dedica mayormente a la minería artesanal.

## Historia
Inicialmente, sus primeros pobladores era personas provenientes del departamento de Córdoba.
En los últimos años muchos grupos subversivos a amenazada a sus pobladores, ocasionando desplazamiento.